# Rajd Dakar 1989
Rajd Dakar 1989 (Rajd Paryż - Dakar 1989) – jedenasta edycja pustynnego Rajdu Dakar, która odbyła się na trasie Paryż - Tunis - Dakar. Po raz pierwszy trasa rajdu prowadziła przez Libię. W klasyfikacji samochodów tryumfował Ari Vatanen, zaś w klasyfikacji motocyklistów Gilles Lalay. W rajdzie tym padł nowy rekord: Rajd ukończyło 209 z 473 uczestników.
W rajdzie planowano start polskich załóg, podobnie jak w poprzednich dwóch rajdach. Trzy załogi miały wystartować na samochodach Jelcz: dwie załogi na samochodach Jelcz S442 (tych samych, co w dwóch poprzednich latach) oraz dwie na nowym modelu. Dwie załogi miały wystartować na nowym modelu Star 266c 4x4 „Unistar”. Do startu nie doszło głównie na skutek zmiany przepisów wyścigu (np. zakaz startu modeli prototypowych).